# ستيف كروكر
ستيف كروكر (بالإنجليزية: Steve Crocker)‏ هو عالم حاسوب أمريكي، ولد في 15 أكتوبر 1944 في باسادينا في الولايات المتحدة.